# 斎藤喜十郎財閥
斎藤喜十郎財閥（さいとうきじゅろうざいばつ）は、幕末から続いた豪商の家系で、新潟三大財閥と称された地方財閥の一つ。

## 歴史
江戸時代から酒造を営む豪商の家系で、幕末になると海運や銀行業にも進出。昭和になると当時北陸では数少ない化学工業会社の新潟硫酸会社を設立し、 新潟最大の財閥となったが、第二次世界大戦後、GHQ（連合国軍最高司令官総司令部）による財閥解体の指令により解体された。
現在事業を継承している会社は第四銀行、佐渡汽船など。